# Wereldbeker shorttrack 2009/2010
De Wereldbeker shorttrack 2009-2010 (officieel: ISU Short Track Speed Skating World Cup 2009-10) was een door de ISU georganiseerde shorttrackcompetitie. De cyclus begon op 17 september 2009 in Beijing en eindigde op 12 november 2009 in Marquette.

## Opzet
De wereldbeker shorttrack bestond uit vier weekenden en per wedstrijd weekend worden de volgende afstanden verreden: 500m, 1000m, 1500m, 3000m relay (alleen vrouwen) en 5000m relay (alleen mannen).

## Mannen

### Kalender
| Datum                                                      | Plaats                     | Discipline  | Eerste                                                                          | Tweede                                                                       | Derde                                                                        |
| ---------------------------------------------------------- | -------------------------- | ----------- | ------------------------------------------------------------------------------- | ---------------------------------------------------------------------------- | ---------------------------------------------------------------------------- |
| 19/09/2009                                                 | Beijing China              | 500m        | Kwak Yoon-gy                                                                    | Sung Si-bak                                                                  | Jeff Simon                                                                   |
| 20/09/2009                                                 | Beijing China              | 1000m       | Lee Jung-su                                                                     | Charles Hamelin                                                              | Kim Seoung-il                                                                |
| 19/09/2009                                                 | Beijing China              | 1500m       | Sung Si-bak                                                                     | Lee Ho-suk                                                                   | Lee Jung-su                                                                  |
| 20/09/2009                                                 | Beijing China              | 5000m relay | Zuid-Korea Lee Ho-suk Lee Jung-su Kim Seoung-il Kwak Yoon-gy                    | China Sui Bao Ku Han Jialiang Song Weilong Liu Xianwei                       | Canada Charles Hamelin François Hamelin Olivier Jean François-Louis Tremblay |
| 26/09/2009                                                 | Seoul Zuid-Korea           | 500m        | Charles Hamelin                                                                 | Han Jialiang                                                                 | Lee Ho-suk                                                                   |
| 27/09/2009                                                 | Seoul Zuid-Korea           | 1000m       | Lee Ho-suk                                                                      | Jordan Malone                                                                | Kwak Yoon-gy                                                                 |
| 26/09/2009                                                 | Seoul Zuid-Korea           | 1500m       | Lee Ho-suk                                                                      | Lee Jung-su                                                                  | Kim Seoung-il                                                                |
| 27/09/2009                                                 | Seoul Zuid-Korea           | 5000m relay | Zuid-Korea Lee Ho-suk Lee Jung-su Kim Seoung-il Kwak Yoon-gy                    | Canada Charles Hamelin François Hamelin Olivier Jean François-Louis Tremblay | China Han Jialiang Song Weilong Liu Xianwei Wenhao Liang                     |
| 7/11/2009                                                  | Montreal Canada            | 500m        | Charles Hamelin                                                                 | Apolo Anton Ohno                                                             | Jeff Simon                                                                   |
| 8/11/2009                                                  | Montreal Canada            | 1000m       | Sung Si-bak                                                                     | Lee Jung-su                                                                  | Charles Hamelin                                                              |
| 7/11/2009                                                  | Montreal Canada            | 1500m       | Charles Hamelin                                                                 | Sung Si-bak                                                                  | Travis Jayner                                                                |
| 8/11/2009                                                  | Montreal Canada            | 5000m relay | Zuid-Korea Sung Si-bak Lee Jung-su Kim Seoung-il Kwak Yoon-gy                   | Canada Charles Hamelin Olivier Jean François Hamelin François-Louis Tremblay | China Han Jialiang Song Weilong Liu Xianwei Sui Bao Ku                       |
| 14/11/2009                                                 | Marquette Verenigde Staten | 500m        | François-Louis Tremblay                                                         | Thibaut Fauconnet                                                            | Sung Si-bak                                                                  |
| 15/11/2009                                                 | Marquette Verenigde Staten | 1000m       | Apolo Anton Ohno                                                                | Lee Jung-su                                                                  | François Hamelin                                                             |
| 14/11/2009                                                 | Marquette Verenigde Staten | 1500m       | Lee Jung-su                                                                     | Apolo Anton Ohno                                                             | Charles Hamelin                                                              |
| 15/11/2009                                                 | Marquette Verenigde Staten | 5000m relay | Canada François Hamelin François-Louis Tremblay Guillaume Bastille Olivier Jean | Verenigde Staten Anthony Lobello Apolo Anton Ohno Simon Cho Travis Jayner    | Zuid-Korea Lee Jung-su Kim Seoung-il Lee Seung-Jae Sung Si-bak               |
|                                                            |                            |             |                                                                                 |                                                                              |                                                                              |
| Europese kampioenschappen shorttrack 2010 in Dresden       |                            |             |                                                                                 |                                                                              |                                                                              |
|                                                            |                            |             |                                                                                 |                                                                              |                                                                              |
| Olympische Winterspelen 2010 in Vancouver                  |                            |             |                                                                                 |                                                                              |                                                                              |
|                                                            |                            |             |                                                                                 |                                                                              |                                                                              |
| Wereldkampioenschap shorttrack 2010 (individueel) in Sofia |                            |             |                                                                                 |                                                                              |                                                                              |
|                                                            |                            |             |                                                                                 |                                                                              |                                                                              |
| Wereldkampioenschappen shorttrack 2010 (teams) in Bormio   |                            |             |                                                                                 |                                                                              |                                                                              |

## Vrouwen

### Kalender
| Datum                                                      | Plaats                     | Discipline  | Eerste                                                       | Tweede                                                                         | Derde                                                                  |
| ---------------------------------------------------------- | -------------------------- | ----------- | ------------------------------------------------------------ | ------------------------------------------------------------------------------ | ---------------------------------------------------------------------- |
| 19/09/2009                                                 | Beijing China              | 500m        | Wang Meng                                                    | Jessica Gregg                                                                  | Marianne St-Gelais                                                     |
| 20/09/2009                                                 | Beijing China              | 1000m       | Katherine Reutter                                            | Lee Eun-byul                                                                   | Jessica Smith                                                          |
| 19/09/2009                                                 | Beijing China              | 1500m       | Zhou Yang                                                    | Lee Eun-byul                                                                   | Katherine Reutter                                                      |
| 20/09/2009                                                 | Beijing China              | 3000m relay | Zuid-Korea Cho Ha-ri Park Seung-hi Lee Eun-byul Kim Min-jung | Verenigde Staten Katherine Reutter Allison Baver Kimberly Derrick Alyson Dudek | Canada Tania Vicent Marianne St-Gelais Jessica Gregg Valérie Maltais   |
| 26/09/2009                                                 | Seoul Zuid-Korea           | 500m        | Wang Meng                                                    | Zhao Nannan                                                                    | Kalyna Roberge                                                         |
| 27/09/2009                                                 | Seoul Zuid-Korea           | 1000m       | Cho Ha-ri                                                    | Wang Meng                                                                      | Park Seung-hi                                                          |
| 26/09/2009                                                 | Seoul Zuid-Korea           | 1500m       | Lee Eun-byul                                                 | Sun LinLin                                                                     | Zhou Yang                                                              |
| 27/09/2009                                                 | Seoul Zuid-Korea           | 3000m relay | China Wang Meng Liu Qiuhong Zhang Hui Sun LinLin             | Japan Biba Sakurai Ayuko Ito Yui Sakai Hiroko Sadakane                         | Canada Tania Vicent Marianne St-Gelais Kalyna Roberge Jessica Gregg    |
| 7/11/2009                                                  | Montreal Canada            | 500m        | Wang Meng                                                    | Kalyna Roberge                                                                 | Zhao Nannan                                                            |
| 8/11/2009                                                  | Montreal Canada            | 1000m       | Zhou Yang                                                    | Wang Meng                                                                      | Liu Qiuhong                                                            |
| 7/11/2009                                                  | Montreal Canada            | 1500m       | Katherine Reutter                                            | Cho Ha-ri                                                                      | Liu Qiuhong                                                            |
| 8/11/2009                                                  | Montreal Canada            | 3000m relay | China Zhou Yang Liu Qiuhong Zhang Hui Sun LinLin             | Verenigde Staten Katherine Reutter Kimberly Derrick Alyson Dudek Jessica Smith | Canada Jessica Gregg Marianne St-Gelais Tania Vicent Kalyna Roberge    |
| 14/11/2009                                                 | Marquette Verenigde Staten | 500m        | Wang Meng                                                    | Kalyna Roberge                                                                 | Marianne St-Gelais                                                     |
| 15/11/2009                                                 | Marquette Verenigde Staten | 1000m       | Wang Meng                                                    | Katherine Reutter                                                              | Park Seung-hi                                                          |
| 14/11/2009                                                 | Marquette Verenigde Staten | 1500m       | Zhou Yang                                                    | Liu Qiuhong                                                                    | Lee Eun-byul                                                           |
| 15/11/2009                                                 | Marquette Verenigde Staten | 3000m relay | China Liu Qiuhong Wang Meng Zhang Hui Zhou Yang              | Zuid-Korea Cho Ha-ri Kim Min-jung Lee Eun-byul Park Seung-hi                   | Canada Jessica Gregg Valérie Maltais Kalyna Roberge Marianne St-Gelais |
|                                                            |                            |             |                                                              |                                                                                |                                                                        |
| Europese kampioenschappen shorttrack 2010 in Dresden       |                            |             |                                                              |                                                                                |                                                                        |
|                                                            |                            |             |                                                              |                                                                                |                                                                        |
| Olympische Winterspelen 2010 in Vancouver                  |                            |             |                                                              |                                                                                |                                                                        |
|                                                            |                            |             |                                                              |                                                                                |                                                                        |
| Wereldkampioenschap shorttrack 2010 (individueel) in Sofia |                            |             |                                                              |                                                                                |                                                                        |
|                                                            |                            |             |                                                              |                                                                                |                                                                        |
| Wereldkampioenschappen shorttrack 2010 (teams) in Bormio   |                            |             |                                                              |                                                                                |                                                                        |

## Eindklassementen
| Afstand     | Goud                      | Zilver                            | Brons                       |
| ----------- | ------------------------- | --------------------------------- | --------------------------- |
| Mannen      |                           |                                   |                             |
| 500 meter   | Charles Hamelin 2328 pnt. | François-Louis Tremblay 2024 pnt. | Sung Si-bak 1608 pnt.       |
| 1000 meter  | Lee Jung-su 2600 pnt.     | Apolo Anton Ohno 1722 pnt.        | Charles Hamelin 1650 pnt.   |
| 1500 meter  | Lee Jung-su 2440 pnt.     | Charles Hamelin 2152 pnt.         | Sung Si-bak 1869 pnt.       |
| 5000m relay | Zuid-Korea 3000 pnt.      | Canada 2600 pnt.                  | China 2080 pnt.             |
| Overall     | Lee Jung-su               | Charles Hamelin                   | Apolo Anton Ohno            |
| Vrouwen     |                           |                                   |                             |
| 500 meter   | Wang Meng 3000 pnt.       | Kalyna Roberge 2240 pnt.          | Zhao Nannan 1952 pnt.       |
| 1000 meter  | Wang Meng 2600 pnt.       | Katherine Reutter 2312 pnt.       | Zhou Yang 1738 pnt.         |
| 1500 meter  | Zhou Yang 2640 pnt.       | Lee Eun-byul 2440 pnt.            | Katherine Reutter 1968 pnt. |
| 3000m relay | China 3000 pnt.           | Zuid-Korea 2210 pnt.              | Verenigde Staten 2112 pnt.  |
| Overall     | Wang Meng                 | Zhou Yang                         | Katherine Reutter           |

1997/1998 · 
1998/1999 · 
1999/2000 · 
2000/2001 · 
2001/2002 · 
2002/2003 · 
2003/2004 · 
2004/2005 · 
2005/2006 · 
2006/2007 · 
2007/2008 ·
2008/2009 ·
2009/2010 ·
2010/2011 ·
2011/2012 ·
2012/2013 ·
2013/2014 ·
2014/2015 ·
2015/2016 ·
2016/2017 ·
2017/2018 ·
2018/2019 ·
2019/2020 · 
2020/2021 ·
2021/2022 ·
2022/2023 ·
2023/2024 ·
2024/2025
Alpineskiën ·
Biatlon ·
Bobsleeën ·
Freestyleskiën ·
Langlaufen ·
Noordse combinatie ·
Rodelen ·
Schaatsen (junioren) ·
Schansspringen ·
Shorttrack ·
Skeleton ·
Snowboarden